# Broni
Broni (lombardul: Brònn) település Olaszországban, Lombardia régióban, Pavia megyében. Lakosainak száma 9635 fő (2023. január 1.). Broni Albaredo Arnaboldi, Barbianello, Campospinoso, Canneto Pavese, Cigognola, Pietra de’ Giorgi, Redavalle, San Cipriano Po és Stradella községekkel határos.

## Népesség
A település népességének változása:
| Lakosok száma | 9254 | 9411 | 9635 |
|               | 2017 | 2018 | 2023 |